# Orimonte
Orimonte è un'opera, del 1650, in tre atti ed un prologo del compositore Francesco Cavalli su libretto di Nicolò Minato.

## Storia
Venne rappresentata per la prima volta al Teatro San Cassiano di Venezia il 23 febbraio 1650.